# Yaiza Guimaré
Yaiza Guimaré (1976) es una actriz española conocida por sus papeles secundario como Begoña en la serie de Netflix Élite y Elvira en la serie Hierro.

## Filmografía[1]

### Televisión
| Año       | Título                     | Rol                   | Notas                                                                           |
| --------- | -------------------------- | --------------------- | ------------------------------------------------------------------------------- |
| 2012      | Hospital central           | Adela                 | 1 episodio ("Mujeres de fuego")                                                 |
| 2013      | Cuéntame un cuento         | Silvia                | 1 episodio ("Los 3 créditos")                                                   |
| 2014      | Los misterios de Laura     | Judith Moltó          | 1 episodio (“El paciente insatisfecho”                                          |
| 2014      | La que se avecina          | Matilde               | 1 episodio ("Una sentencia, un atentado a Shakespeare y una tigresa encerrada") |
| 2013      | Cuéntame un cuento         | Silvia                | 1 episodio ("Los 3 créditos")                                                   |
| 2015      | Anima                      | Lucía                 | 1 episodio ("Pilot")                                                            |
| 2017      | Reinas                     | María de Austria      | 2 episodios ("La abdicación" y "Venganza. El informe Rosso")                    |
| 2017      | Centro médico              | Rebeca Cano           | 2 episodios                                                                     |
| 2018      | El mejor verano de mi vida | Dueña del restaurante |                                                                                 |
| 2017      | Til vi falder              | Agente inmobiliaria   |                                                                                 |
| 2018      | + de 100 mentiras          | Consuelo              | 6 episodios                                                                     |
| 2019-2021 | Hierro                     | Elvira                | 14 episodios                                                                    |
| 2018-2020 | Élite                      | Begoña                | 9 episodios                                                                     |